# Асылбекова, Толыш Сейтеновна
Толыш Сейтеновна Асылбекова (1928—1996) — советская колхозница, хлопкороб, передовик сельскохозяйственного производства, Герой Социалистического Труда (1957).

## Биография
В 1943—1948 годах — колхозница. C 1948 года работала звеньевой хлопководческой бригады колхоза «Ленин жолы» (рус. Путь Ленина), затем колхоза имени Чапаева Туркестанского района Южно-Казахстанской области.
В 1952 году собрала 32 ц/га хлопка-сырца, в 1953 году — по 35 ц/га, в 1956 году — 51 ц/га. В 1957 году Толыш Асильбековой было присвоено звание Героя Социалистического Труда.
В 1959—1964 годах работала звеньевой колхоза «Победа» Туркестанского района.
Вышла на пенсию в 1964 году.
Избиралась депутатом Верховного Совета СССР IV и V созывов (1954—1962 гг.). Награждена двумя орденами Ленина, медалями СССР.